# Griekenland op het Eurovisiesongfestival 1981
Griekenland nam deel aan het Eurovisiesongfestival 1981 in Dublin, Ierland. Het was de 7de deelname van het land op het Eurovisiesongfestival. De selectie verliep intern. ERT was verantwoordelijk voor de Griekse bijdrage voor de editie van 1981.

## Selectieprocedure
De Griekse openbare omroep koos ervoor om de kandidaat intern te kiezen. Dit werd Yiannis Dimitras met het lied Feggari kalokerino.

## In Dublin
Griekenland moest in Dublin als 17de optreden, net na België en voor Cyprus. Op het einde van de puntentelling hadden de Grieken 55 punten verzameld, wat ze op een 8ste plaats bracht.
België had 6 punten over voor deze inzending, Nederland daarentegen geen.

### Gekregen punten

#### Finale
| 12 punten | 10 punten | 8 punten              | 7 punten                | 6 punten                                   |
| --------- | --------- | --------------------- | ----------------------- | ------------------------------------------ |
|           | - Spanje  | - Verenigd Koninkrijk | - Zwitserland           | - België - Cyprus - Luxemburg - Oostenrijk |
| 5 punten  | 4 punten  | 3 punten              | 2 punten                | 1 punt                                     |
|           |           |                       | - Duitsland - Noorwegen | - Ierland - Joegoslavië                    |

### Punten gegeven door Griekenland

#### Finale
Punten gegeven in de finale:
| 12 punten | Cyprus              |
| 10 punten | Ierland             |
| 8 punten  | Frankrijk           |
| 7 punten  | België              |
| 6 punten  | Verenigd Koninkrijk |
| 5 punten  | Duitsland           |
| 4 punten  | Zwitserland         |
| 3 punten  | Nederland           |
| 2 punten  | Joegoslavië         |
| 1 punt    | Portugal            |

1974 · 1975 · 1976 · 1977 · 1978 · 1979 · 1980 · 1981 · 1982 · 1983 · 1984 · 1985 · 1986 · 1987 · 1988 · 1989 · 1990 · 1991 · 1992 · 1993 · 1994 · 1995 · 1996 · 1997 · 1998 · 1999-2000 · 2001 · 2002 · 2003 · 2004 · 2005 · 2006 · 2007 · 2008 · 2009 · 2010 · 2011 · 2012 · 2013 · 2014 · 2015 · 2016 · 2017 · 2018 · 2019 · 2020 · 2021 · 2022 · 2023 · 2024 · 2025